# BBC Путешествие человека
«Путешествие человека» — пятисерийный научно-документальный фильм продолжительностью 300 минут, представленный Элис Робертс на основе её одноимённой книги. Фильм впервые был показан по телевидению BBC в мае и июне 2009 года в Великобритании. Он раскрывает аргументы теории ранних миграций человека из Африки и дальнейшее расселение по всему миру в поддержку теории африканского происхождения человека. Эта теория утверждает, что все современные люди произошли от анатомически современного африканского человека разумного, а не от более архаичного европейского и ближневосточного неандертальца или коренного китайского синатропа, и что современный африканский человек не скрещивался с другими видами человеческого рода.
Каждый эпизод касается отдельного континента, и в сериале представлены сцены, снятые на территории каждого из представленных континентов. Первый эпизод вышел на BBC Two в воскресенье 10 мая 2009 года.

## Краткое содержание

### 1. «За пределами Африки»
В первом эпизоде Робертс приводит идею о том, что генетический анализ предполагает, что все современные люди происходят от африканцев. Она посещает местоположение останков Омо в Эфиопии, которые являются самыми ранними из известных анатомически современных людей. Элис посещает народ сан в Намибии, чтобы продемонстрировать образ жизни охотника-собирателя. В Южной Африке она посещает Пинакл Пойнт, чтобы увидеть пещеру, в которой жили древние люди. Затем она рассказывает, как наука объясняет, что все неафриканцы могут происходить из одной небольшой группы африканцев, которые покинули континент десятки тысяч лет назад. Элис исследует различные теории о путях, которые они избрали. Она описывает останки Схул-Кафзехов в Израиле как вероятный тупик от пересечения Суэца и рассматривает маршрут через Красное море и вокруг побережья Аравийского полуострова как наиболее вероятный маршрут для современных человеческих предков, особенно с учётом более низкого прежнего уровня воды в море.

### 2. «Азия»
Во втором эпизоде Робертс отправляется в Сибирь и посещает поселение коренных жителей, которые всё ещё практикуют охоту на оленей. Касательно них, она задаётся вопросом, как древние африканцы смогли адаптироваться к враждебному климату северной Азии и почему азиатские люди выглядят так не так, как африканцы.
Затем Робертс исследует альтернативу африканской теории, мультирегиональную теорию, которая получила поддержку в некоторых научных сообществах в Китае. Согласно этой теории, китайцы происходят от человека прямоходящего, а не от человека разумного, из которого произошла остальная часть человечества. Робертс посещает пещеры Чжоукоудянь, в которых был обнаружен синатроп, предполагаемый предок китайского прямоходящего человека. Элис отмечает, что некоторые китайские антропологи и палеонтологи показали современные китайские физические характеристики раскопанных черепов, такие как широкие скулы, краниальность черепа и лопаточная форма резцов, которые отсутствуют почти у всех людей. Важная деталь: каменные орудия, найденные в Китае, кажутся более примитивными, чем в других местах, и напрашивается вывод, что они были сделаны исключительно прямоходящими людьми. Тем не менее, ведущая утверждает, что доказательства по строению черепа являются лишь хитростью. Она берёт интервью у американского палеонтолога, который раскрывает свою гипотезу о том, что древние китайцы использовали бамбук вместо камня, объясняя недостаток сложных каменных орудий, несмотря на отсутствие археологических свидетельств, подтверждающих эту гипотезу. В финале Робертс беседует с китайским генетиком Джином Ли, который исследовал более 10000 человек, разбросанных по всему Китаю из 160 этнических групп. Первоначальное предположение гласило, что современное китайское население произошло от прямоходящего человека из Китая, но в итоге оказалось, что китайская национальность действительно развивалась и мигрировала из Африки, как и остальное люди по всему миру.

### 3. «Европа»
В третьем эпизоде Робертс описывает различные пути распространения анатомически современных людей, которые обосновались на европейском континенте. Она пересекает Босфор и идет вверх по реке Дунай, следуя их предположительному маршруту. Затем она описывает уже проживающее население неандертальцев и посещает Гибралтар, последнюю известную местность, занятую неандертальцами. Она предполагает, что принципиальная разница между ними и человеком разумным заключалась в способности последнего создавать произведения искусства, и посещает пещеру Ласко, известную наскальной живописью. Она рассматривает теории о том, почему европейцы имеют белую кожу, и описывает возникновение сельского хозяйства и последовавшие за этим социальные изменения, посещая впечатляющий неолитический храм в Гёбекли-Тепе, в юго-восточной Турции.

### 4. «Австралия»
В четвёртом эпизоде Элис Робертс исследует свидетельства останков озера Мунго, которые к удивлению открывают, что люди достигли Австралии задолго до Европы, хотя Австралия находится ещё дальше от Африки. Робертс пытается отследить маршруты. Она посещает участок в Джвалапураме в Индии, который, по-видимому, указывает на то, что люди присутствовали там 70 000 лет назад, до того, как супервулкан Тоба осел на этом месте пеплом. Затем она указывает на семангских негритосов из Юго-Восточной Азии, которые выглядят не так, как другие азиатские народы, и которые могут быть потомками народов, которые первыми покинули Африку. Ведущая описывает открытие крошечного человека флоресского на Флоресе и предполагает, что они могли быть уничтожены современными людьми. Она демонстрирует пересечение Торресова пролива, экспериментируя с бамбуковым плотом. В заключение она посещает племя в Северной Австралии, мифология которого основана на их богине-создательнице, прибывшей из-за моря.

### 5. «Америка»
В последнем эпизоде Элис Робертс излагает теории о том, как люди путешествовали из Азии в Америку, задаваясь вопросом, как они достигли этого во время ледникового периода, когда маршрут в Северную Америку был заблокирован ледяными стенами. Традиционная теория заключается в том, что первыми американцами была культура Кловис, которая прибыла через свободный ото льда коридор к концу ледникового периода 13 000 лет назад. Однако затем она отправляется на археологические раскопки в Техасе, Бразилии, на Калифорнийских островах и в Монте-Верде на юге Чили, на которых видны останки 14 000-летних людей, что доказывает, что люди раньше должны были прибыть другим путём. Она показывает череп женщины Лузии, найденный в Бразилии, на котором видны австралийские, а не восточноазиатские черты современных коренных американцев; археолог объясняет, что эти первые американцы, возможно, были азиатами, которые мигрировали до того, как азиаты развили свои отличительные черты лица. Робертс показывает, что самые ранние американцы, возможно, мигрировали вдоль относительно свободных ото льда западных берегов Северной и Южной Америки. В заключение она отмечает, что, когда европейцы пришли в 1492 году, не все они признавали коренных американцев полноценными людьми, но современная генетика и археология доказывают, что все мы в конечном итоге произошли от африканцев.

## Эпизоды
| Эпизод | Название              | Дата выхода  | Зрителей (доля аудитории) |
| ------ | --------------------- | ------------ | ------------------------- |
| 1      | «За пределами Африки» | 10 мая 2009  | 2.22 млн (9.7 %)          |
| 2      | «Азия»                | 17 мая 2009  | 2.34 млн (10.2 %)         |
| 3      | «Европа»              | 24 мая 2009  | 1.66 млн (7.2 %)          |
| 4      | «Австралия»           | 31 мая 2009  | 2.11 млн (9.9 %)          |
| 5      | «Америка»             | 14 июня 2009 | 1.86 млн (8.7 %)          |

7 июня 2009 года из-за трансляции результатов выборов в Европейский парламент эпизоды не передавались.

## Международное вещание
За рубежом фильм носил название «Human Journey» и был отредактирован до 51-минутного эпизодов без повествования и повествования Элис Робертс. Вместо неё озвучкой от Би-би-си занялась Тесса Войтчак.
- В Австралии эта передача выходила в эфир с 11 марта 2010 года на ABC1 каждый четверг в 20:30[7]. А после повторялась в HD на BBC Knowledge[8].
- В Канаде эта программа транслировалась в новостной сети CBC каждую среду в 22 часа с 13 октября 2010 года[9].

## Распространение
DVD для региона 2 вышел 8 июня 2009 года.
DVD для региона 4 вышел 24 марта 2010 года (трансляция оригинальных британских эпизодов).
DVD для региона 1 вышел 24 августа 2010 года (трансляция оригинальных британских эпизодов).
Сопровождающая телесериал книга: Робертс, Элис. The Incredible Human Journey. — Bloomsbury Publishing, 2009. — ISBN 0-7475-9839-8.